# Gustav Imramovský
Gustav Imramovský (12. ledna 1914 - ???) byl český a československý politik Komunistické strany Československa a poúnorový poslanec Národního shromáždění ČSSR.

## Biografie
Po volbách roku 1960 byl zvolen za KSČ do Národního shromáždění ČSSR za hlavní město Praha. Mandát nabyl až dodatečně v červenci 1963 jako náhradník poté, co zemřel poslanec František Dudač. V parlamentu setrval až do konce volebního období parlamentu, tedy do voleb roku 1964. K roku 1963 se uvádí jako svářeč kovů v Lokomotivním depu Vršovice a aktivní veřejný a politický pracovník.